# Аназарба
Аназарба или Аназарбос (на латински: Anazarbus, Anazarbos; Anazarba, Anavarza, Caesarea ad Anazarbum, Justinianopolis, Anazarva, ʿAin Zarba, Naversa, Çeçen Anavarza, днес Ağaçlı или Dilekkaya) е древен град в североизточна Киликия (Kilikia Pedias), в Мала Азия (днес в провинция Адана, Южна Турция). Градът бил епископство в територията на патриаршията на Антиохия.
През 67 пр.н.е. бившият киликийски пират Таркондимот I е номиниран за крал от Помпей Велики. Той умира в морската битка при Акцюм, където се бие на страната на Марк Антоний. След смъртта на крал Таркондимот II управлението се взема директно от Рим. Селището получава през 19 пр.н.е. от Август права на град и малко след това е присъединено към Римската империя. През 260 г. Аназарба е превзет от сасанидския крал Шапур I.
При Теодосий II Аназарбос става главен град на византийската провинция Киликия Секунда (Cilicia Secunda). През 431 и 435 г. тук се провеждат църковни събори (концили).

## Исторически личности
- Св. Юлиан от Аназарбос († 302), честван на 16 март, е роден в Аназарбос.
- Римският лекар и изследовател Диоскуридс пише тук между 50 и 70 г. главното си произведение, De materia medica.